# Nogent-le-Phaye
 Nogent-le-Phaye  es una población y comuna francesa, en la región de  Centro, departamento de Eure y Loir, en el distrito de Chartres y cantón de Chartres-Sud-Est.

## Demografía
| 571 | 577 | 833 | 879 | 1 004 | 1 196 |
| Para los censos de 1962 a 1999 la población legal corresponde a la población sin duplicidades (Fuente: INSEE [Consultar]) |     |     |     |       |       |